# Liste de personnalités liées aux Pyrénées-Atlantiques
Cette liste comprend des personnalités des Pyrénées-Atlantiques, c'est-à-dire des personnalités nées dans ce département ou qui lui sont liées fortement à divers titres.

## Artistes

### Couturiers
- André Courrèges

### Peintres
- Léon Bonnat

## Écrivains
- Jacques Dyssord
- Francis Jammes
- Xavier Navarrot
- Simin Palay
- Jules Supervielle
- Joseph Peyré

## Musique

### Compositeurs
- Maurice Ravel
- Joseph-Ermend Bonnal

### Chanteurs
- Marcel Amont
- Bertrand Cantat
- Nathalie Cardone
- André Dassary
- Luis Mariano
- Daniel Balavoine
- Gojira
- Francis Lalanne

## Cinéma et télévision
- Isabelle Ithurburu
- Anne-Sophie Lapix
- Ariane Massenet
- Jules-Edouard Moustic
- Corinne Touzet
- Jean-Marc Laurent

## Personnalités politiques

### Vicomtes de Béarn
- Gaston IV Le Croisé (1090-1131)
- Gaston X Fébus de Béarn, Gaston III Fébus de Foix-Béarn

### Président de l'Assemblée nationale
- Jacques Laffitte
- Charles Floquet
- Henri Emmanuelli

### Présidents du Sénat
- Léon Say, député des Basses-Pyrénées de 1889 à 1896, président du Sénat du 25 mai 1880 au 30 janvier 1882
- Auguste Champetier de Ribes

### Ministres et secrétaires d'État
- Jean Castex
- Michèle Alliot-Marie
- Louis Barthou
- François Bayrou
- Léon Bérard
- Auguste Champetier de Ribes
- Pierre de Chevigné
- Maurice Delom-Sorbé
- Michel Inchauspé
- Bernard Jauréguiberry
- André Labarrère
- Alain Lamassoure
- Jules Legrand
- Henri Lillaz
- Guy Petit
- Jean-Louis Tinaud
- Jean Ybarnegaray

### Députés actuels dans les 6 circonscriptions des Pyrénées-Atlantiques
- Josy Poueyto
- Jean-Paul Matteï
- David Habib
- Iñaki Echaniz
- Colette Capdevielle
- Peio Dufau

### Maires des villes principales des Pyrénées-Atlantiques
- François Bayrou (Pau)
- Jean-René Etchegaray (Bayonne)
- Maider Arosteguy (Biarritz)

## Scientifiques

### Spationaute
- Léopold Eyharts

### Économistes
- Michel Camdessus

### Sociologue
- Pierre Bourdieu

## Sportifs

### Basket-ball
- Freddy Hufnagel
- Alain Larrouquis

### Canoë-kayak
- Patrice Estanguet
- Tony Estanguet

### Cyclisme
- Gilbert Duclos-Lassalle

### Football
- Édouard Cissé
- Didier Deschamps
- Bixente Lizarazu
- Jean-François Larios
- Jean-Michel Larqué

### Golf
- Arnaud Massy

### Handball
- Nelson Paillou
- Alexandra Lacrabère

### Pelote basque
- Pampi Laduche
- Joseph Apesteguy

### Rugby
- Philippe Bernat-Salles
- Serge Betsen
- Serge Blanco
- Nicolas Brusque
- Charles Ollivon
- Laurent Cabannes
- Nano Capdouze
- Jean-Michel Gonzales
- Imanol Harinordoquy
- Patrice Lagisquet
- François Moncla
- Pascal Ondarts
- Robert Paparemborde
- Jean Piqué
- Damien Traille
- Pierre Triep-Capdeville

### Ski alpin
- Annie Famose

### Tennis
- Jean Borotra
- Jérémy Chardy
- Nicolas Escudé
- René Lacoste
- Nathalie Tauziat

### Voile
- Titouan Lamazou
- Didier Munduteguy
- Pascal Bidégorry

## Théologiens
- Pierre Abadie
- Jacques Abbadie
- Roger Etchegaray

## Monarques
|                               |  |                                |
| Henri IV par Jacques Boulbène |  | Jean-Baptiste Jules Bernadotte |

### Roi de France
- Henri III de Navarre-Bourbon, Henri IV de France

### Roi de Navarre
- Henri II de Navarre-Albret
- Jeanne III de Navarre-Albret

### Roi de Suède
- Jean-Baptiste Jules Bernadotte

## Militaires
- Joseph Barbanègre

## Divers

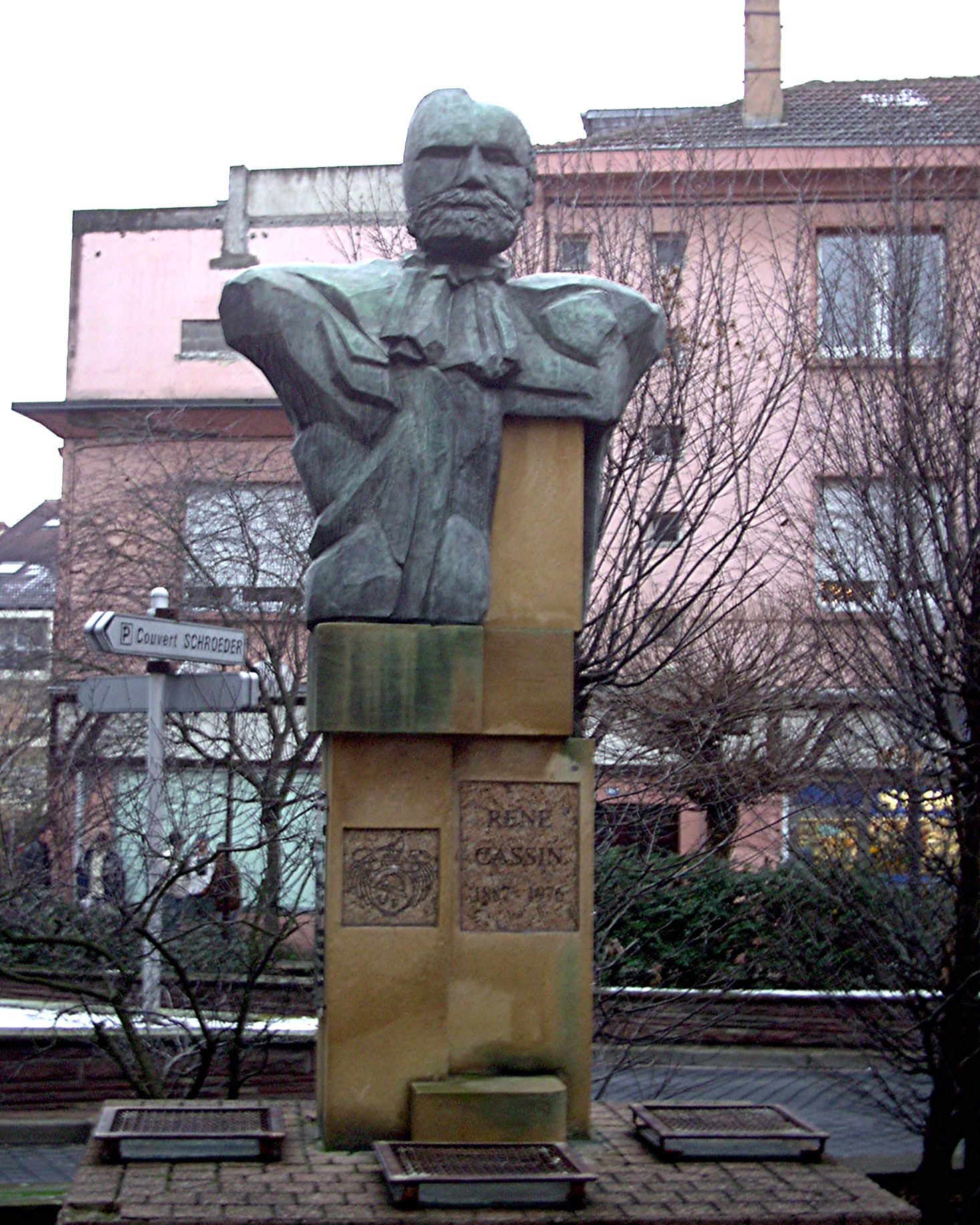
René Cassin

- Pierre de Marca, historien et archevêque français
- Théophile de Bordeu, médecin.
- René Cassin, juriste, Prix Nobel de la Paix en 1968